# Gloriola (meteorologie)

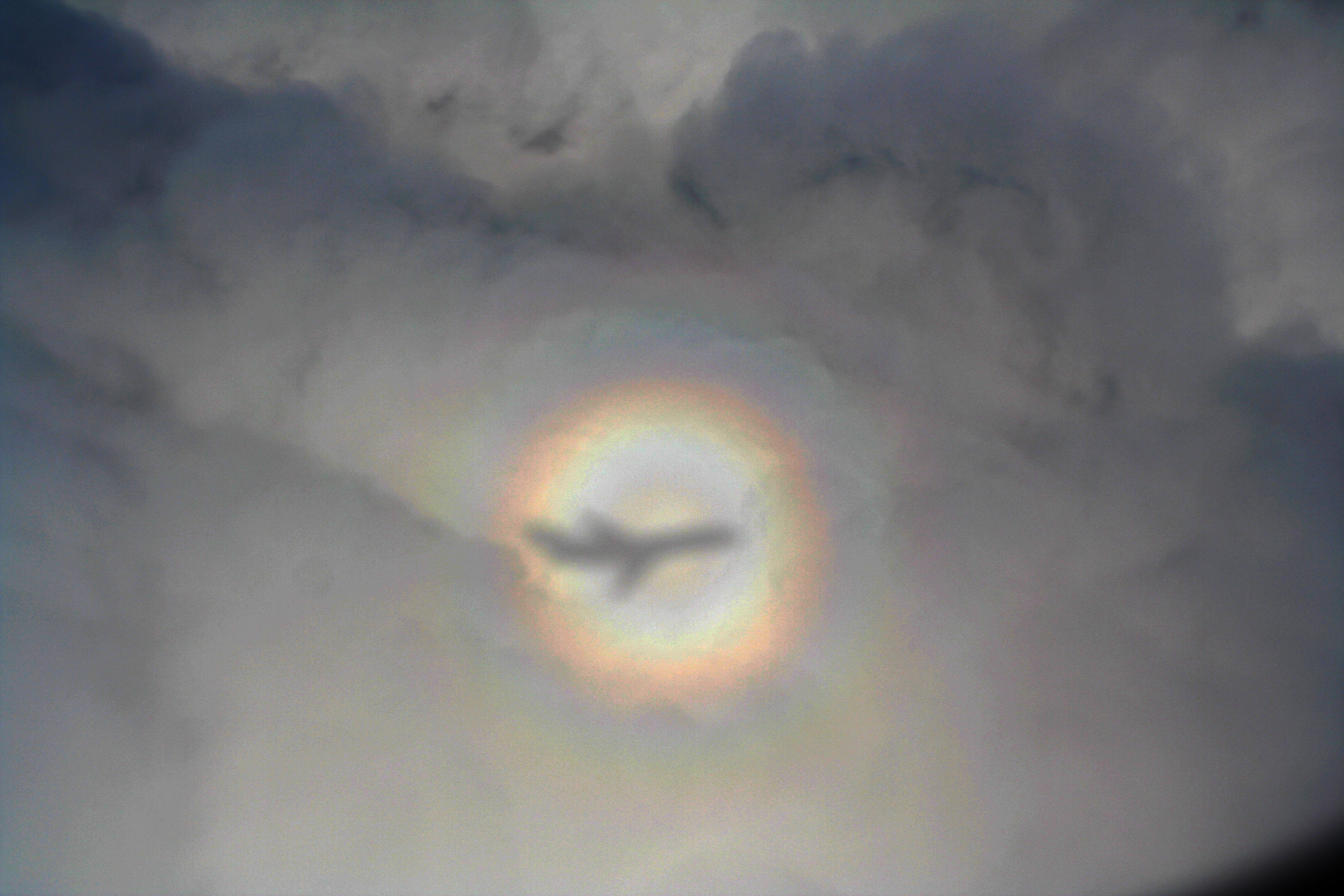
Gloriola kolem stínu letadla

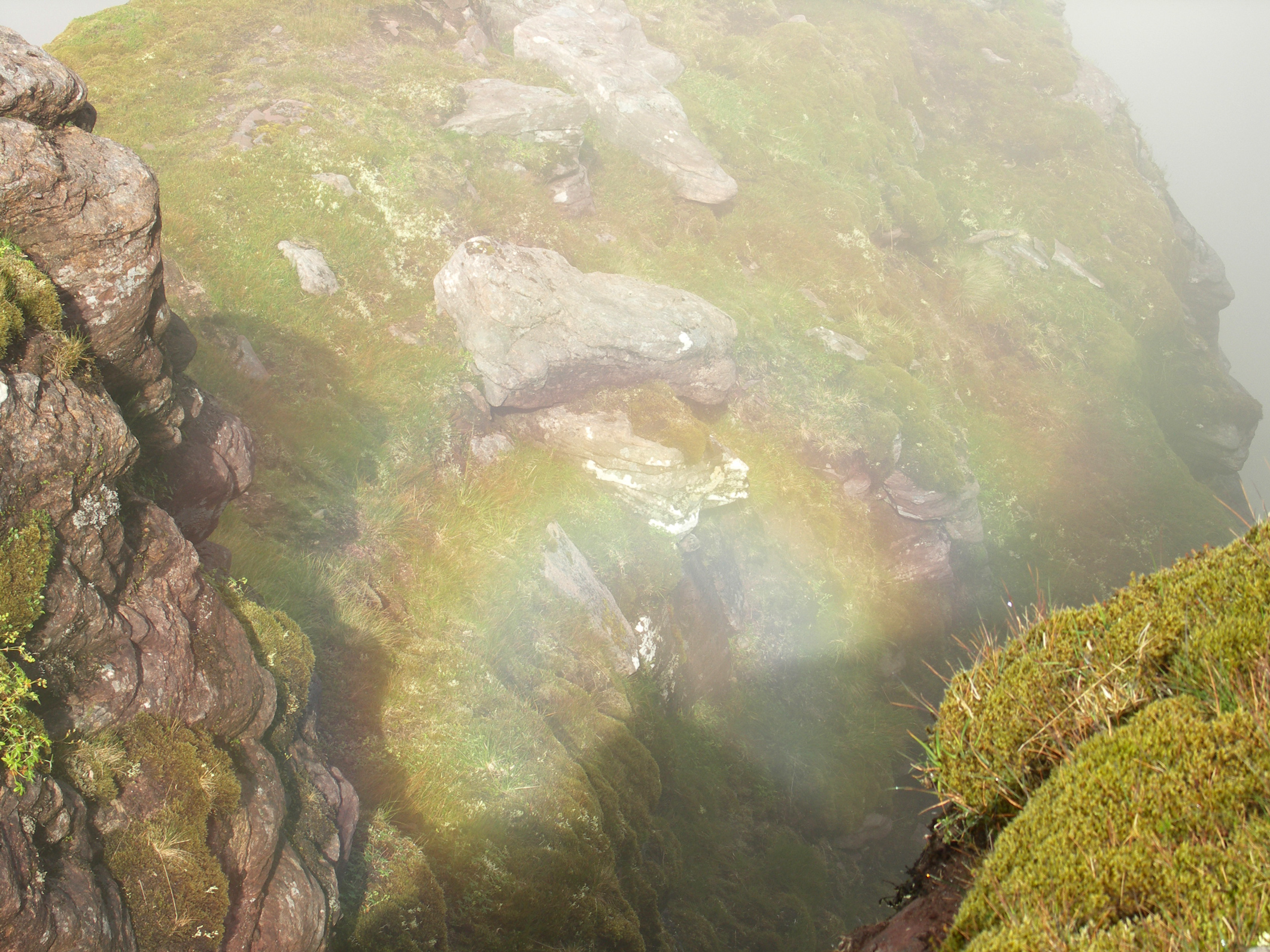
Gloriola vzniklá v mlze na pohoří An Teallach

Gloriola nebo glórie je v meteorologii fotometeorický optický úkaz sestávající z bílého středu a koncentricky uspořádaných duhovitých prstenců z nichž ty nejvnitřnější jsou barevně posunuty směrem k modré a fialové části barevného spektra. Vzniká odrazem, lomem a difrakcí světla kvůli které připomíná svatozář.
Tento druh ohybu světla připomínající kruhovou difrakci popisuje rozptylová funkce (resp. Mieův rozptyl) kde střed a barevné prstence glorioly tvoří ve vzestupném pořadí Airyho disky {\displaystyle n}-tého řádu.
Samotná tato skutečnost však neobjasňuje jakým způsobem tento vzor u glorioly vzniká – pro přesné modelování se proto používají Maxwellovy rovnice a Einsteinovy-Debyovy rovnice pro rozptyl světla.
Termín kruhová duha není synonymem pro gloriolu - od tohoto jinak podobně vypadajícího jevu se gloriola liší jiným způsobem vzniku a také tím, že není halovým jevem.
Podmínky vzniku závisí na přítomnosti zdroje bílého světla a také prostředí se stejnoměrně velkými kapkami, které jsou schopné rozložit světlo ze zdroje na jednotlivé spektrální barvy. Gloriola má stejně jako duha svůj střed v antisolárním bodě. Z toho plyne, že aby byla gloriola vidět, musí být médium umožňující vznik tohoto jevu buď přímo před pozorovatelem nebo blízko pod ním. Proto lze tento jev často pozorovat v mlze ve vysokých horách nebo například při letu letadlem na svrchních částech mraků (nejčastěji u středně velkých typů jako je altostratus a altocumulus) – kvůli stejnému důvodu lze také vidět v centru glorioly stín pozorovatele.
Výskyt glórií není omezený jen na pozemskou atmosféru – například v roce 2011 byla ve výšce 70 km nad povrchem Venuše evropskou sondou Venus Express zaznamenána a pořízena fotografie glorioly (v UV, near-infrared a viditelném světle) vyvolané stejnoměrně velkými kapkami kyseliny sírové ze kterých jsou utvořeny tamější mraky.
Data získaná družicemi CHEOPS a TESS zase podle studie astronomů z roku 2024 nasvědčují o pozorování tohoto jevu v atmosféře exoplanety WASP-76b. Pokud by se tato hypotéza ukázala jako pravdivá, byl by to první doložený případ výskytu glorioly mimo Sluneční soustavu.

## Galerie
- Gloriola pozorovaná z klesajícího letadla

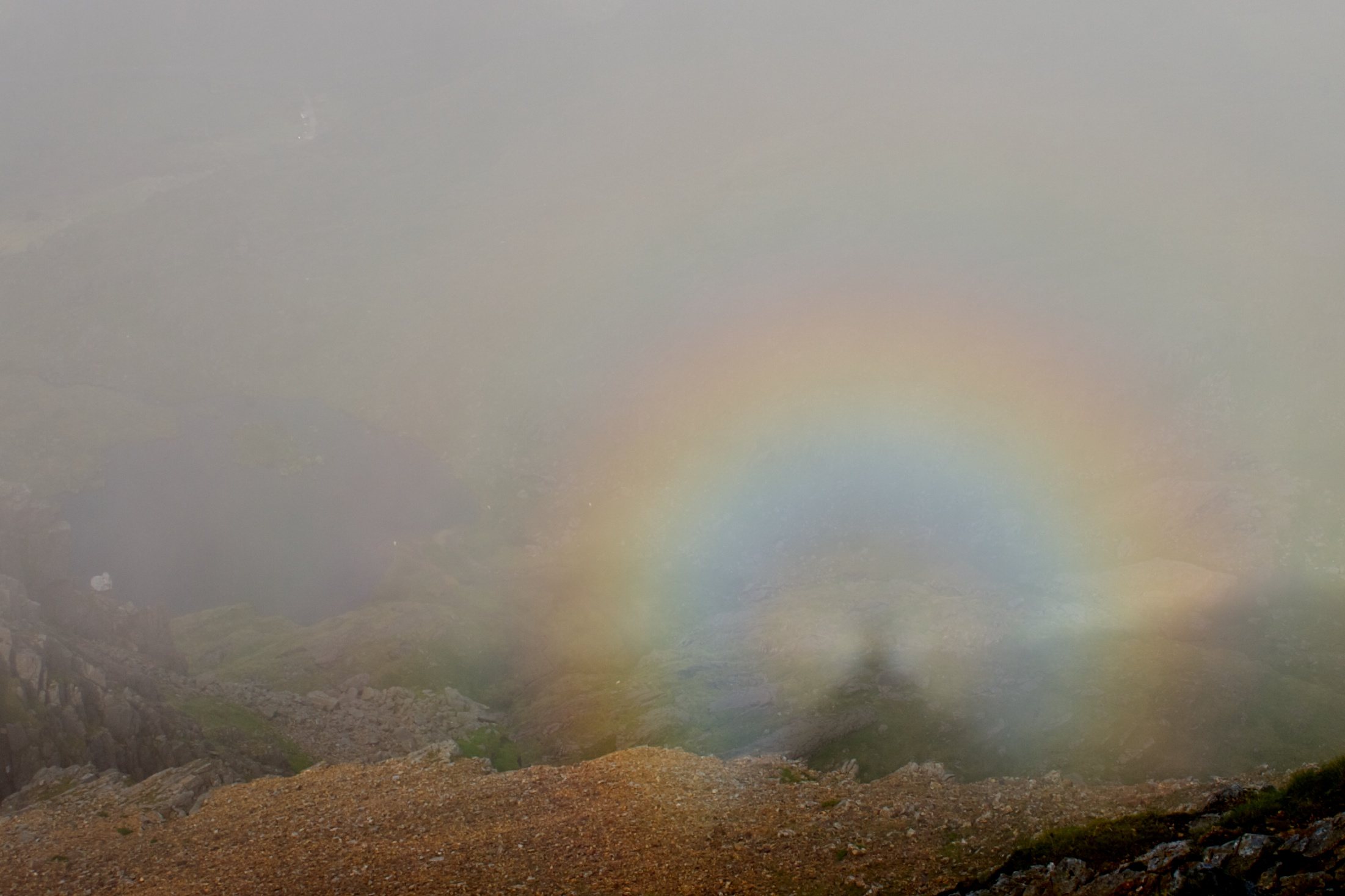
Gloriola a vidmo pozorované na Crib Gochu
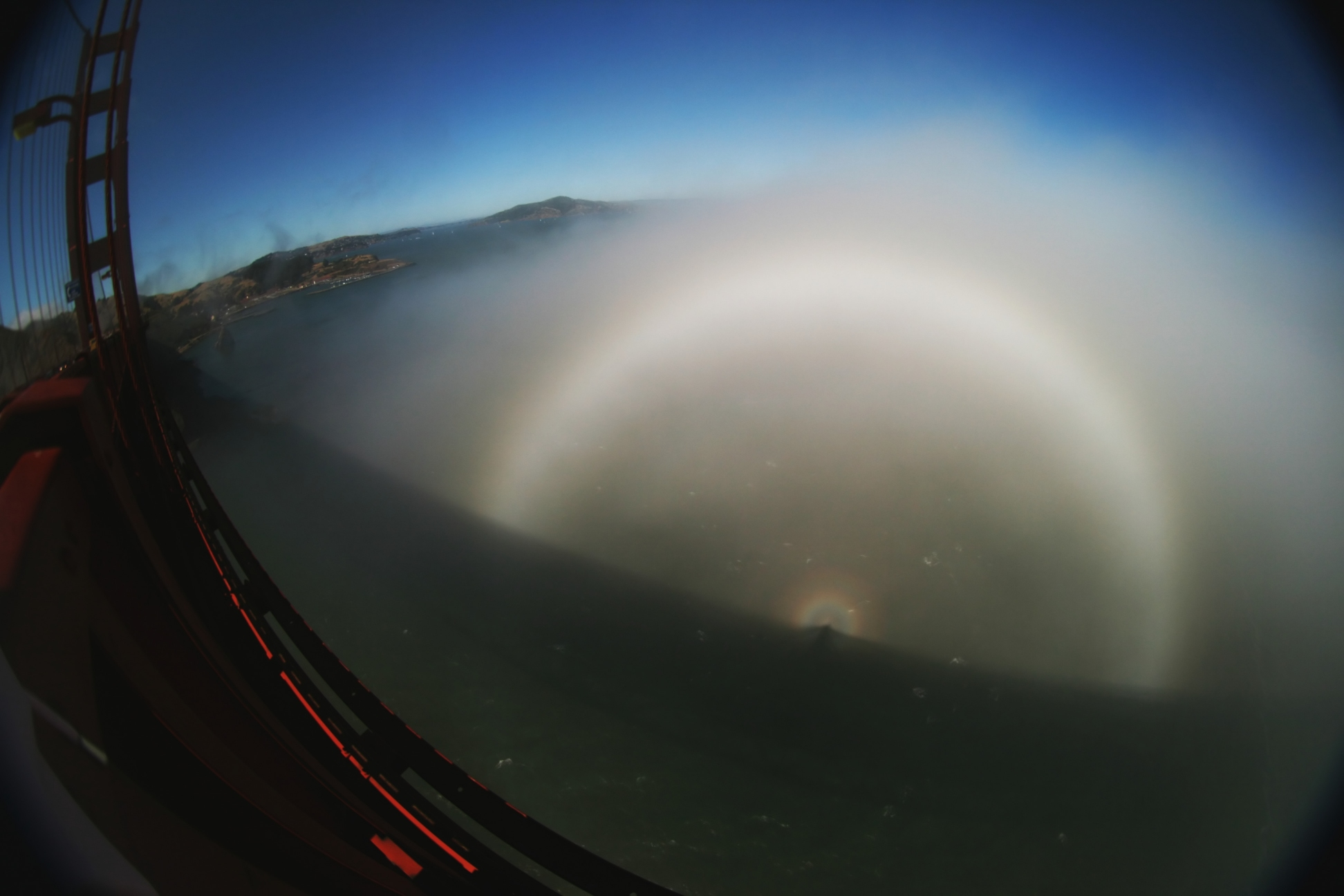
Bílá duha, gloriola a vidmo pozorované u Golden Gate Bridge v San Franciscu
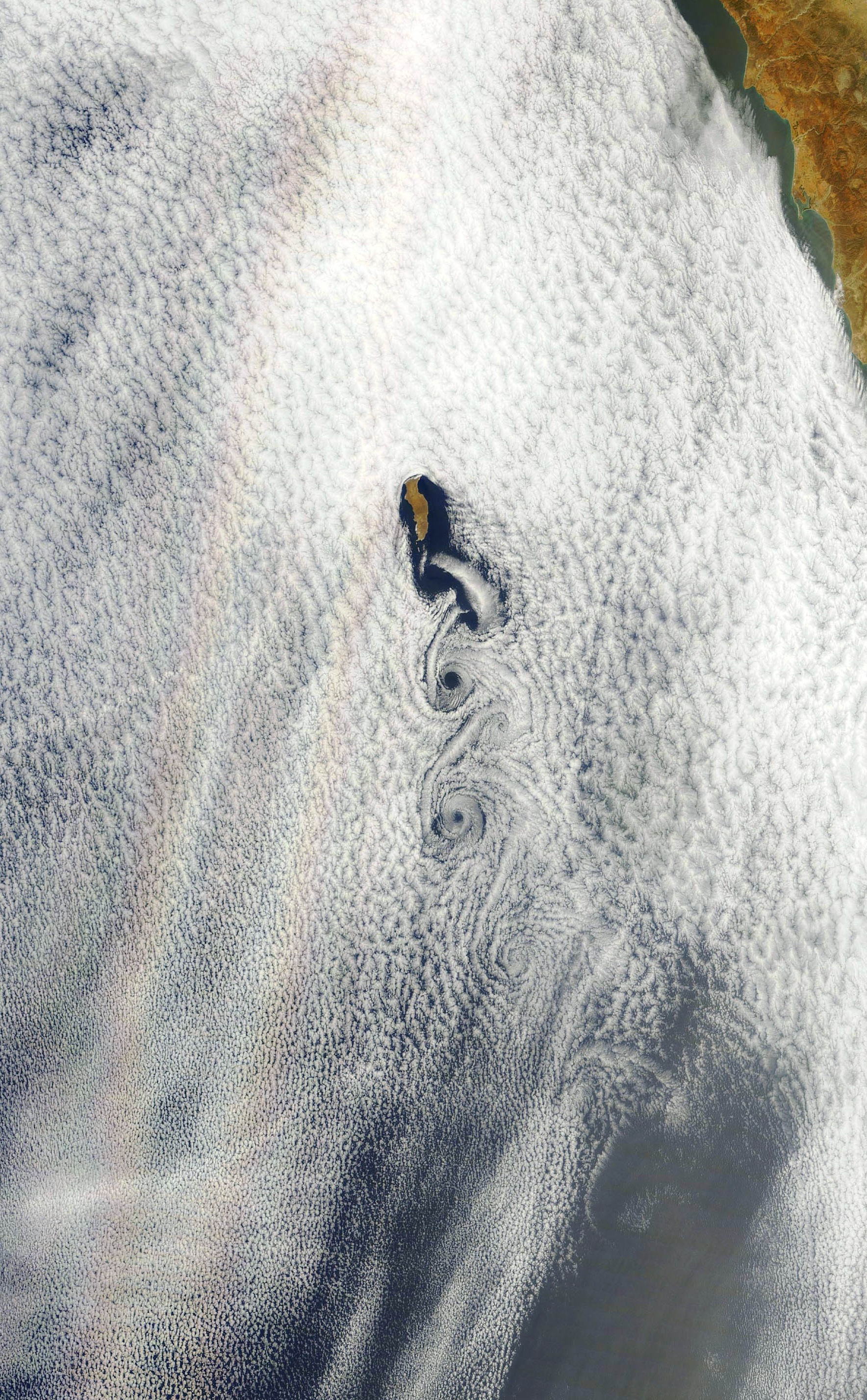
Gloriola pozorovaná z vesmíru. Protáhlý tvar glorioly je způsobený kompozitní povahou snímku a tudíž neodpovídá reálnému pozorování.
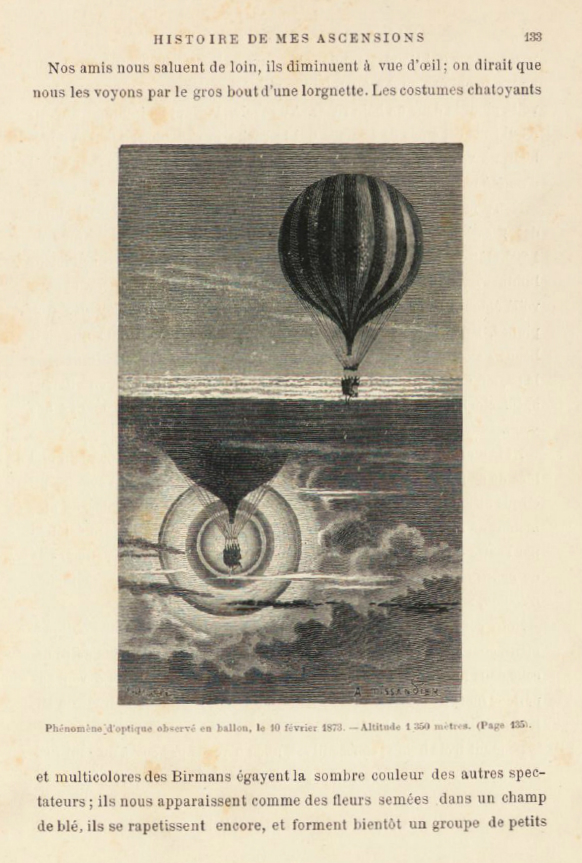
Historická kresba glorioly z 19. století pozorované z vodíkového balónu.
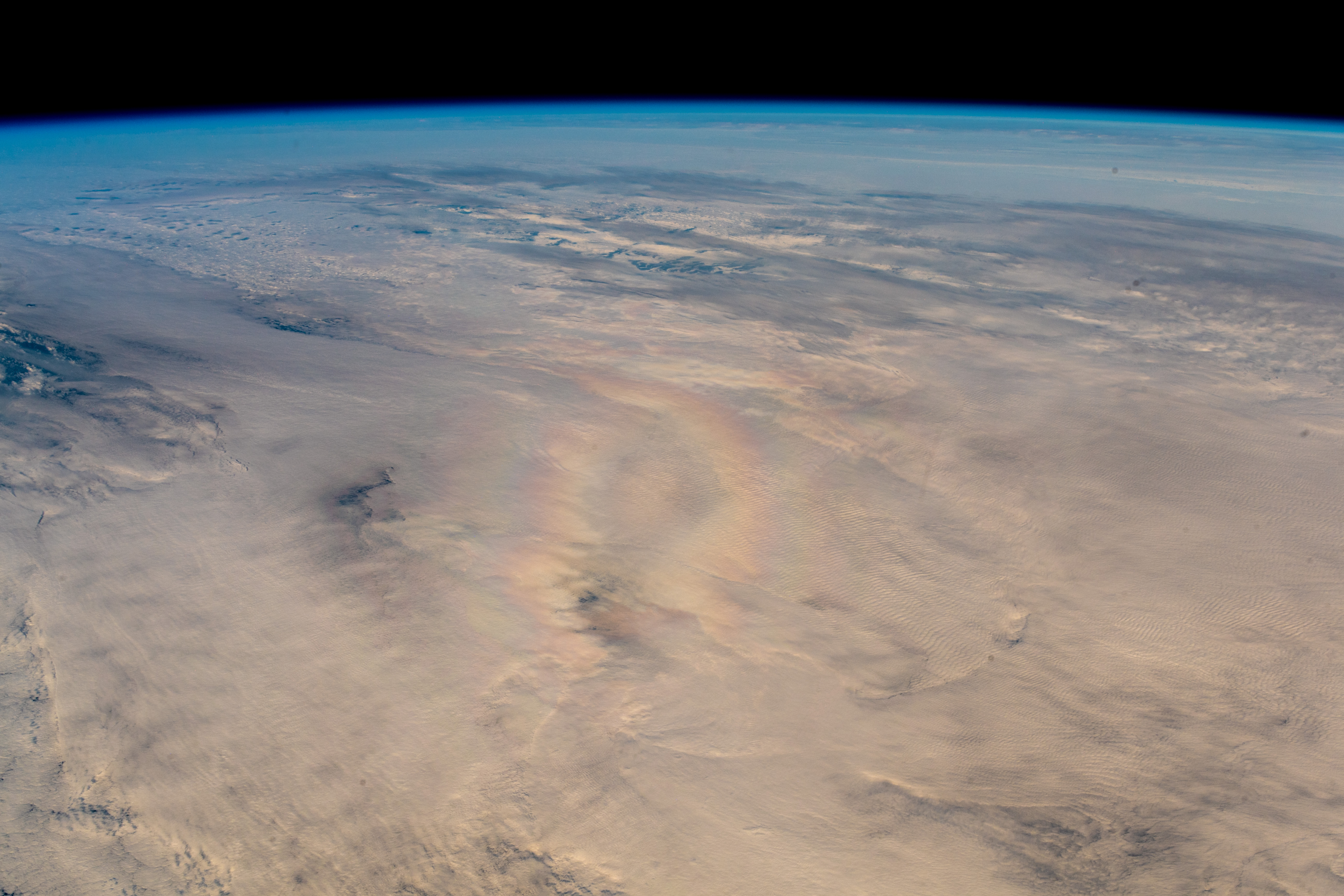
Gloriola pozorovaná z ISS